# Станешти (Валча)
Станешти (рум. Stănești) насеље је у Румунији у округу Валча у општини Стоилешти. Oпштина се налази на надморској висини од 258 m.

## Становништво
Према подацима из 2011. године у насељу је живело 416 становника.